# Nicodemos Daoud Matti Sharaf
Mor Nicodemos Daoud Matti Sharaf (arabisch نيقوديموس داود متي شرف; * 1976 in Mossul, Irak) ist ein Geistlicher der Syrisch-Orthodoxen Kirche und seit dem 27. November 2011 Erzbischof und Metropolit des Erzbistums Mossul.

## Leben
Daoud Matti Sharaf wurde 1976 in Mossul geboren und besuchte das syrische-orthodoxe Priesterseminar in Mossul, wo er einen Bachelor-Abschluss in Theologie machte. Im Jahre 2000 wurde er vom Patriarchen Mor Ignatius Zakka I. Iwas zum Mönch und 2001 zum Priester (Rabban) ordiniert, um dann für drei Monate zum Priesterdienst in Schweden entsandt zu werden. Später entsandte ihn Patriarch Ignatius Zakka I. Iwas an die Universität Athen, um Griechisch zu studieren. Es folgte eine Zeit als Dozent an der Theologischen Hochschule St. Ephräm zu Saidnaya in Syrien, wo der syrisch-orthodoxe Patriarch residiert. Ab 2007 diente er als Rabban an der Kirche Mor Malki im australischen Sydney. Am 23. März 2010 wurde Daoud Matti Sharaf vom Patriarchen Ignatius Zakka I. Iwas zum Assistenten des Erzbischofs von Mossul, Saliba Shamoun, ernannt und zog so in den Erzbischofssitz bei der St.-Ephräm-Kirche in Mossul ein. Am 27. November 2011 wurde Daoud Matti Sharaf in der Kirche St. Peter und Paul im Mor-Ephräm-Kloster zu Saidnaya vom syrisch-orthodoxen Patriarchen Ignatius Zakka I. Iwas zum Erzbischof von Mossul und Dependenzen geweiht und erhielt den Sakralnamen Mor Nicodemos.
Als Nicodemos Daoud Matti Sharaf Erzbischof von Mossul wurde, waren bereits viele Christen aus Mossul und anderen Städten Iraks vor dem seit der US-Invasion 2003 zunehmenden islamistischen Terror in die überwiegend christliche Stadt Ankawa am Nordrand der kurdischen Metropole Erbil geflohen. Für die hier lebenden syrisch-orthodoxen Binnenflüchtlinge entstand im Norden Ankawas Anfang der 2010er Jahre ein neuer syrisch-orthodoxer Kirchenkomplex, dessen Kirche Unserer Lieben Frau vom Licht 2012 eröffnet wurde. Bei der Eröffnung der Kirche durch den Patriarchen Ignatius Zakka I. Iwas war auch Erzbischof Nicodemos Daoud Matti Sharaf anwesend.
Nach der Eroberung der Stadt Mossul und großer Teile der mehrheitlich christlichen Ninive-Ebene im Jahre 2014 durch die islamistische Terrororganisation Daesch (IS) mussten sämtliche Christen die Stadt verlassen, von denen die meisten nach Ankawa gelangten, darunter viele syrisch-orthodoxe Christen. Auch Erzbischof Nicodemus Daoud Matti Sharaf nahm in Ankawa seine Residenz im Exil. Bei der Flucht aus Mossul zwangen ihn irakische Soldaten in ein Auto und gaben ihm bis dahin nur fünf Minuten Zeit, so dass er fast nichts mitnehmen konnte. Er wurde dann im Grenzgebiet im Norden Iraks abgesetzt. In Ankawa, wo es zu dieser Zeit noch keine syrisch-orthodoxe Bischofsresidenz gab, bezog Nicodemus Daoud Matti Sharaf eine einfache Mietwohnung. Ende 2014 besuchte der am 29. Mai 2014 in Saidnaya inthronisierte neue syrisch-orthodoxe Patriarch Ignatius Ephräm II. Karim – Anfang November gemeinsam mit dem syrisch-katholischen Patriarchen Ignatius Joseph III. Younan – zweimal die syrisch-orthodoxe Gemeinde und Erzbischof Nicodemus Daoud Sharaf. Am 26. Januar 2019 wurde die neue Ankawaer Residenz des Erzbistums Mosul als Teil des Komplexes vom Patriarchen Ignatius Ephräm II. Karim eröffnet. Anwesend waren neben dem Erzbischof Nicodemus Daoud Sharaf hohe Vertreter anderer Kirchen, darunter der chaldäische Patriarch von Babylon, Kardinal Louis Raphaël I. Sako, und der Katholikos-Patriarch der Assyrischen Kirche des Ostens, Mar Gewargis III., sowie politische Vertreter der Autonomen Region Kurdistan.

## Positionen
Für Nicodemos Daoud Matti Sharaf waren die Erlebnisse bei der Vertreibung aus Mossul im Juni 2014 „die härtesten Monate meines Lebens, in denen ich mich gedemütigt und beleidigt fühlte, nachdem ich aus meiner Kirche und Diözese vertrieben wurde.“ Zum ersten Mal in der Geschichte Mossuls sei das Gebet beendet, das es dort seit 1800 Jahren ohne Unterbrechung gegeben habe, selbst in den schlimmsten Zeiten unter Hülegü und den Tataren. Der „internationalen Gemeinschaft“ wirft er im Interview mit dem Hamburger Abendblatt am 15. September 2014 vor, dass sie sich „seit über zehn Jahren im Tiefschlaf“ befinde, „völlig apathisch“ sei gegenüber dem, was im Irak und im Nahen Osten geschehe, und jeden Tag den Menschenrechtsverletzungen an den Christen zusehe. Der Daesch könne nur von denen gestoppt werden, „die zu der Entstehung dieses Gedankenguts beigetragen haben und die es – mit Gewalt oder mit Geld – unterstützen, diese blutrünstige Organisation, die ganze Völker vernichtet“.
Im März 2018, also ein knappes Jahr nach der Vertreibung der Islamisten aus Mossul, äußerte Nicodemos Daoud Matti Sharaf gegenüber Kirche in Not, dass bis dahin gerade einmal 60 christliche Familien nach Mossul zurückgekehrt seien, da ihre Sicherheit und ihre Zukunft in keiner Weise gesichert seien. Die irakische Christen benötigten nationale und internationale Unterstützung, um gegen die kriminellen Aktivitäten und ein erneutes Erstarken des Daesch und seiner Ideologie geschützt zu sein. Religiöser Extremismus und gesellschaftliche Rückständigkeit herrschten auch weiterhin im Irak vor. So bereicherten sich noch heute kriminelle Beamte am Kircheneigentum und könnten dessen Herausgabe ungestraft mit der Begründung verweigern, es gehöre „Ungläubigen“. In der Ninive-Ebene bedrohten dagegen schiitische Milizen die Existenz der Christen, indem sie schiitische Schabak oder andere Muslime in den Orten oder an deren Rand ansiedelten und – so in der überwiegend syrisch-orthodoxen Kleinstadt Bartella – ihre Parteibüros eröffneten. Die Christen hätten im Irak auch keinen rechtlichen Schutz. Bei einer Fortsetzung dieser Entwicklung sei mit einem vollständigen Exodus der Christen, die für das „Engagement für Brüderlichkeit und friedliches Zusammenleben“ stünden, aus dem Irak zu rechnen. Er fordert „internationalen und nationalen rechtlichen Schutz für unsere Bürger und unsere Städte“ sowie „konkrete Garantien und Zusagen“ des irakischen Staats. Sicherheitstruppen der Regierung in Bagdad müssten in den nicht-christlichen Gebieten der Ninive-Ebene stationiert werden, „damit die christlichen Gemeinden nicht die Bürde unseres Schutzes tragen müssen“.
Von den europäischen Ländern lobt Nicodemus Daoud Matti Sharaf Ungarn und seinen Ministerpräsidenten Viktor Orbán, dessen Regierung als einzige ihre materielle Hilfe direkt an die verfolgten Christen gegeben habe und nicht an die irakische Regierung oder an Nichtregierungsorganisationen, bei denen die Gelder verloren gingen. Orbán richtete nach einer Begegnung mit mehreren Patriarchen des Nahen Ostens 2016 ein Staatssekretariat für die Unterstützung der verfolgten Christen ein.

## Auszeichnungen
Nicodemos Daoud Matti Sharaf erhielt 2005 vom Patriarchen Ignatius Zakka I. Iwas das Heilige Kreuz.